# U 19 (U-Boot, 1973)
U 19 ist ein ehemaliges Unterseeboot der Klasse 206 der deutschen Marine. Es war von 1973 bis 1998 im Dienst und sein Heimathafen befand sich in Kiel.

## Geschichte
Das Boot wurde von den Howaldtswerke-Deutsche Werft in Kiel gebaut. Die Kiellegung fand am 5. Januar 1971 statt. Der Stapellauf erfolgte am 15. Dezember 1972, die Indienststellung am 9. November 1973. Das Boot gehörte zum 1. U-Boot-Geschwader.

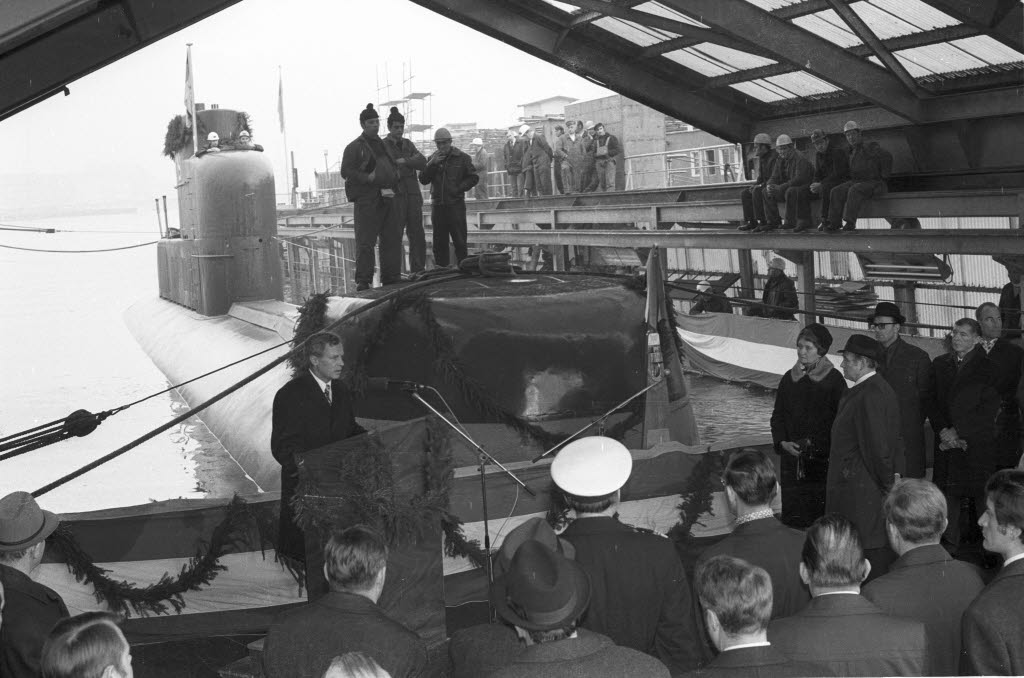

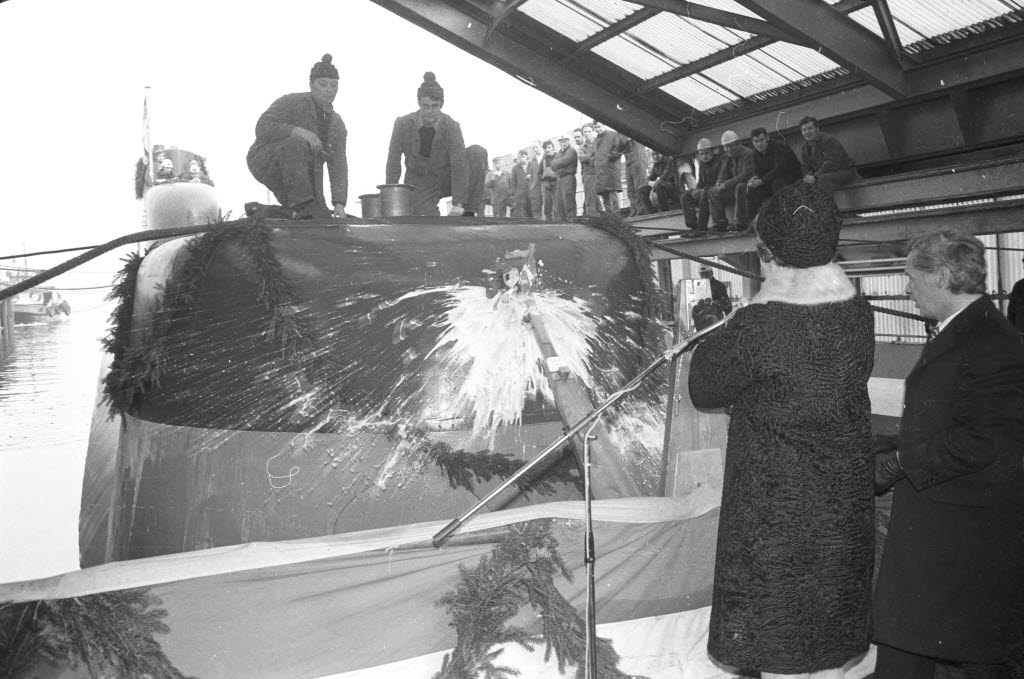
Taufe bei Howaldtswerke Deutsche Werft AG (HDW). Der Werftdirektor Norbert Henke mit Frau Forndran, der Taufpatin.

Die Stadt Germersheim in Rheinland-Pfalz führte eine Patenschaft mit dem U-Boot. Als sichtbares Zeichen dafür lag vor dem Ludwigstor der Germersheimer Festung lange Zeit eine Boje.
Viele U-Boote der Klasse 206 wurden später zum Typ 206 Alpha umgerüstet. Das U 19 wurde allerdings ohne Umrüstung am 23. August 1998 nach einer 25-jährigen Dienstzeit außer Dienst gestellt. Ein geplanter Verkauf an Indonesien erfolgte nicht, so dass U 19 abgewrackt wurde.